# Aulacomniaceae
Aulacomniaceae er en familie af mosser. Kun slægten Aulacomnium er repræsenteret i Danmark, med i alt 2 arter:
| Slægter |

- Aulacomnium
- Hymenodontopsis
- Mesochaete